# Martsiyanove
Martsiyanove (ucraniano: Марціянове) es una localidad del Raión de Ivanivka en el óblast de Odesa del sur de Ucrania. Según el censo de 2001, tiene una población de cuarenta y dos habitantes.